# Ksenobiotyk
Ksenobiotyki (z gr. ksenos – obcy i bios – życie) – związki chemiczne, które są obce dla organizmu i nie spotyka się z nimi w naturze, nie są przez niego wytwarzane, a które jednocześnie wykazują aktywność biologiczną. Zalicza się do nich leki i wiele szkodliwych substancji wprowadzonych sztucznie do środowiska (trucizny, kancerogeny, mutageny, teratogeny).
Czasem ksenobiotykami określa się wszystkie substancje, także pochodzenia naturalnego, które nie są wytwarzane przez organizm.

## Główne grupy ksenobiotyków
- leki (np. antybiotyki, cytostatyki, leki bardzo silnie działające)
- pestycydy
- zanieczyszczenie środowiska pochodzenia organicznego i nieorganicznego (np. dioksyny, polichlorowane bifenyle)
- czynniki narażenia zawodowego

## Metabolizm ksenobiotyków
Znajomość losów ksenobiotyków w organizmie jest kluczowa w farmacji, farmakologii, medycynie i toksykologii.
Etapy metabolizmu ksenobiotyków:
- wchłanianie (absorpcja)
- rozprowadzenie po organizmie (dystrybucja)
- przemiany biochemiczne (biotransformacja)
- wydalanie

Większość ksenobiotyków ulega w organizmie zwierzęcym, także u ludzi biotransformacji, z wyjątkiem związków silnie polarnych (np. kwas ftalowy) lub lotnych, takich jak eter etylowy, które w organizmie ulegają biokumulacji w tkance tłuszczowej m.in. niektóre pestycydy chloroorganiczne, dioksyny.

## Etapy biotransformacji
Przemiany ksenobiotyków obejmuje:
- faza I – utlenianie, redukcja, hydroliza
- faza II – reakcja sprzęgania